# Ariño (Teruel)
Ariño ist eine Gemeinde in der Provinz Teruel in der Autonomen Region Aragón in Spanien. Sie liegt in der Comarca Andorra-Sierra de Arcos und hatte 2024 632 Einwohner.

## Lage
Ariño liegt etwa 85 Kilometer (Luftlinie) in nordnordöstlicher Richtung von der Provinzhauptstadt Teruel und etwa 80 Kilometer (Luftlinie) südsüdöstlich von Saragossa in einer Höhe von ca. 535 m.

## Bevölkerungsentwicklung
| Jahr      | 1970 | 1981 | 1991 | 2001 | 2011 | 2021 |
| Einwohner | 1125 | 923  | 956  | 853  | 861  | 686  |

Die Mechanisierung der Landwirtschaft sowie die Aufgabe bäuerlicher Kleinbetriebe und der daraus resultierende Verlust an Arbeitsplätzen haben seit der Mitte des 20. Jahrhunderts zu einer Landflucht geführt.

## Sehenswürdigkeiten
- Paläontologische Grabungsstätte
- Salvatorkirche
- Barbarakapelle

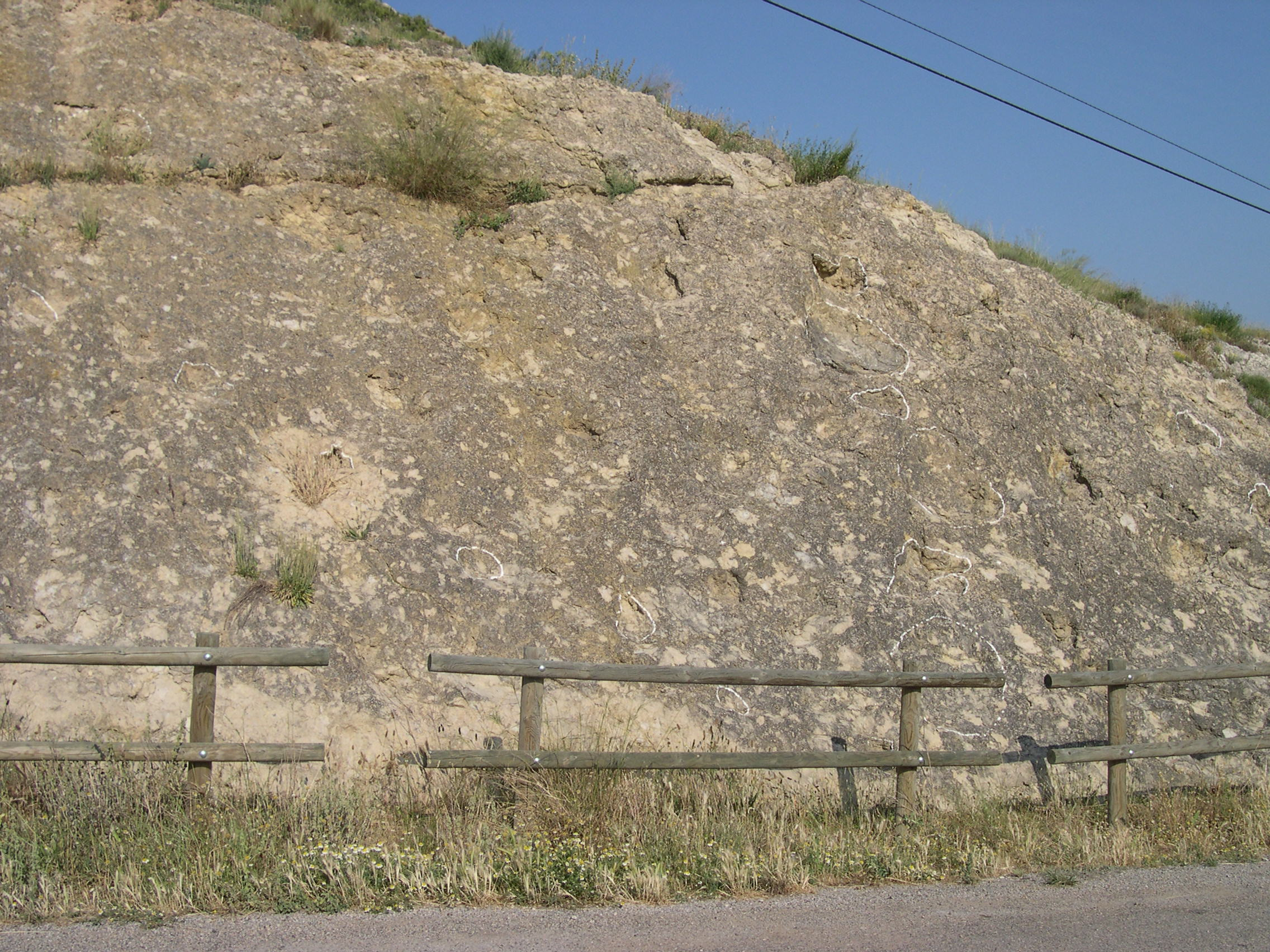
Saurierfundstätte
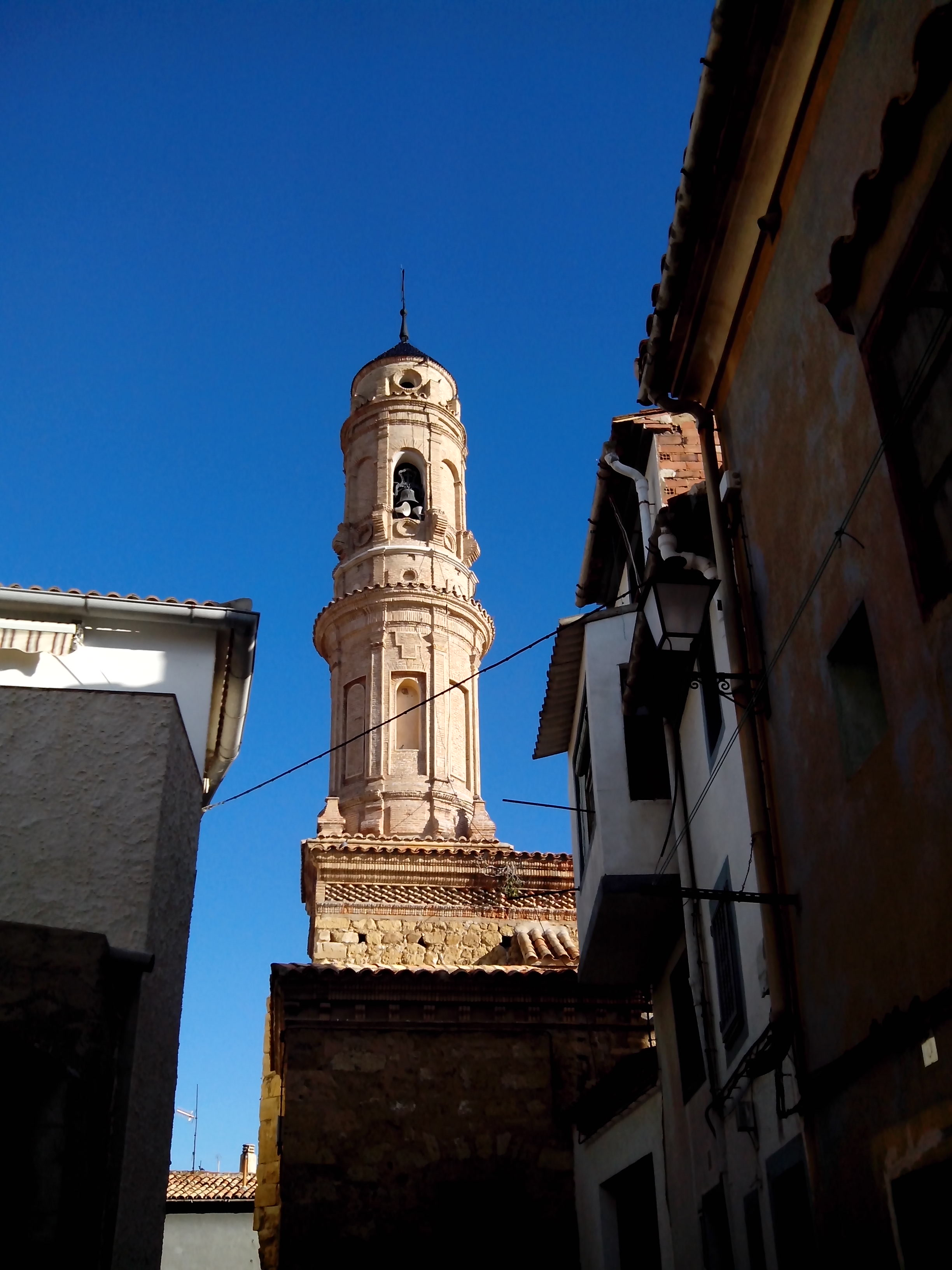
Salvatorkirche
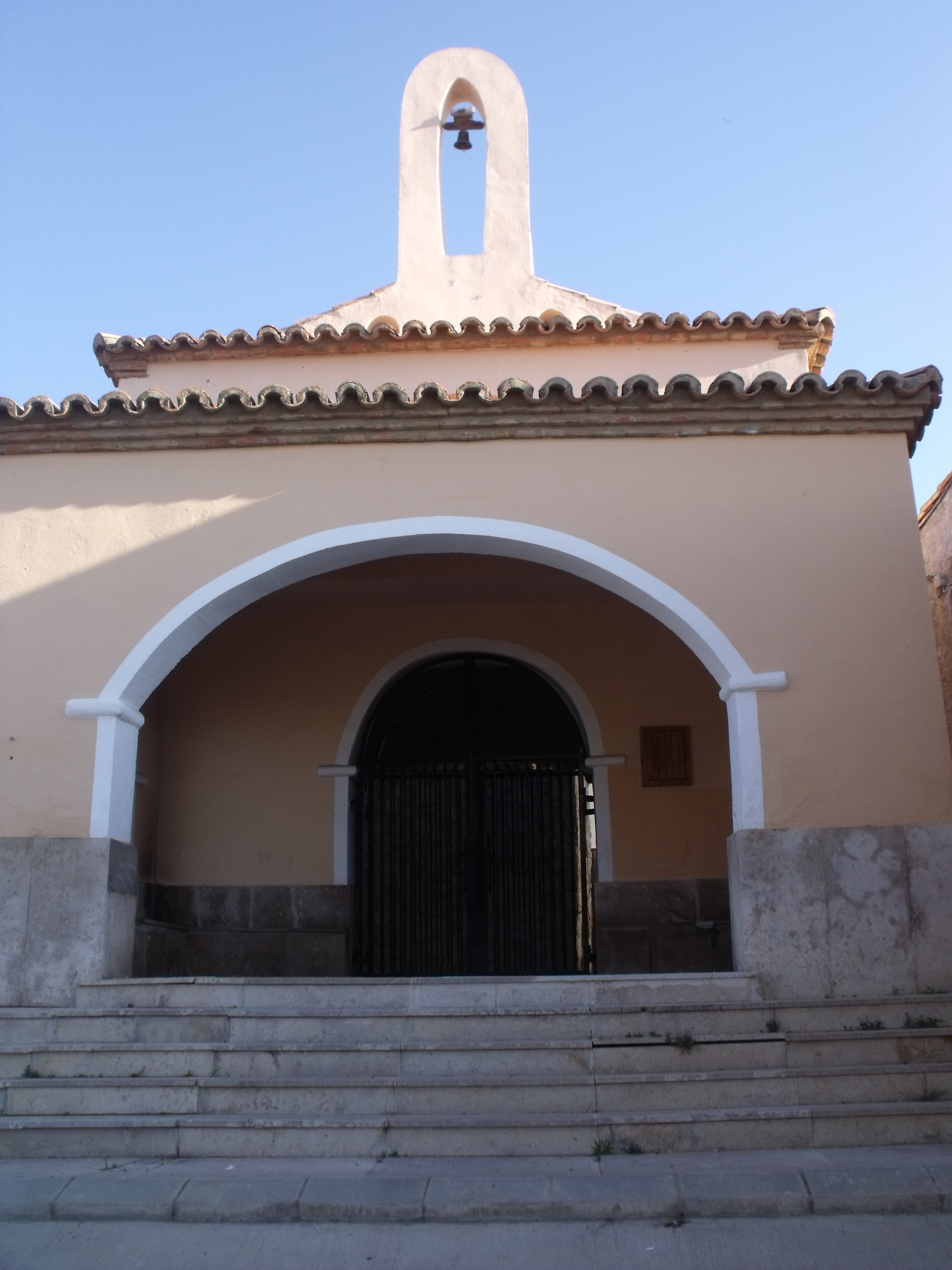
Barbarakapelle
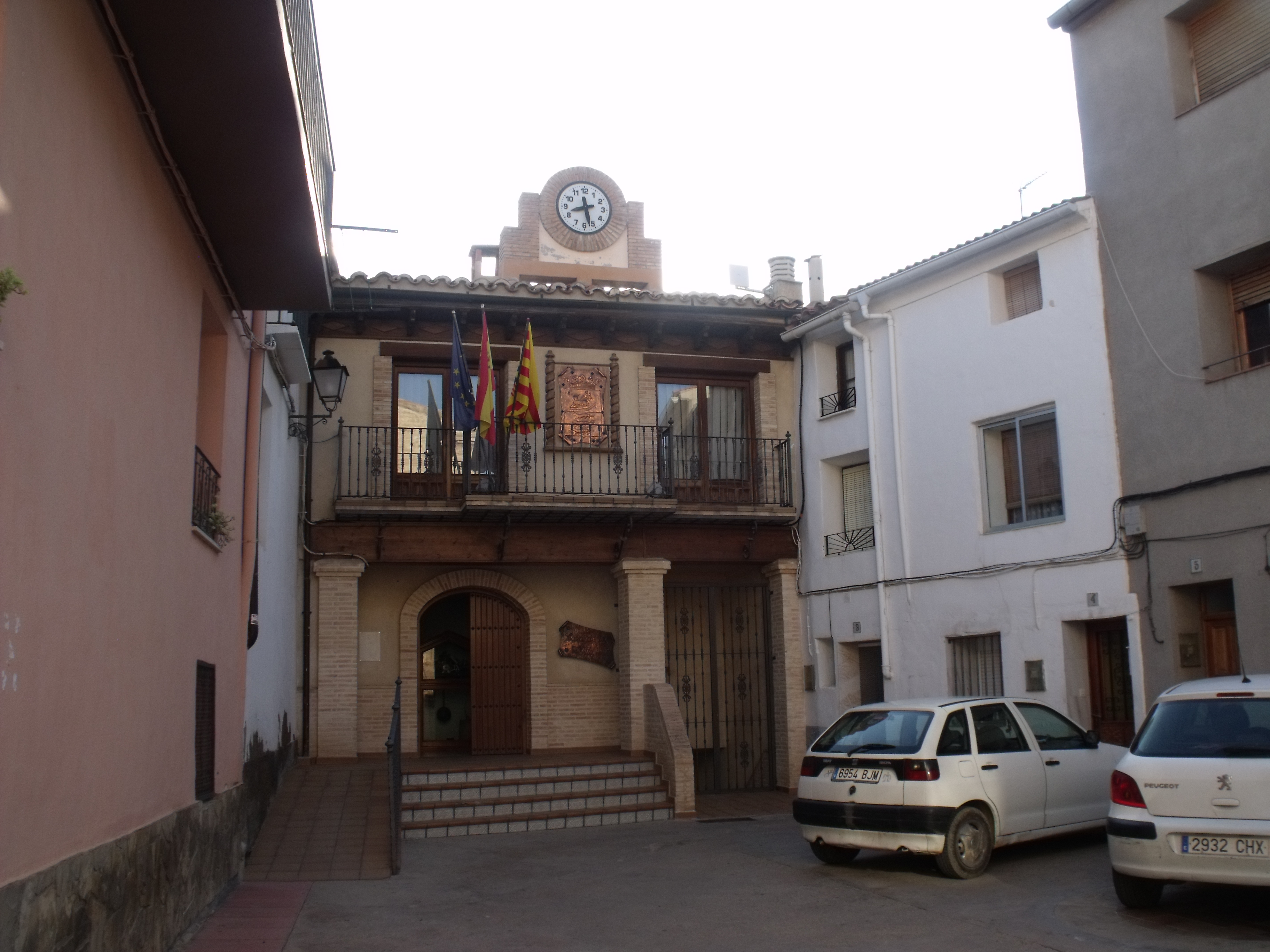
Rathaus

## Persönlichkeiten
- Tomás Blesa (* 1962), Fußballspieler